# Tikrit
Tikrīt (in arabo تكريت‎?, in siriaco ܬܓܪܝܬ ), traslitterata anche come Takrit o Tekrit, è una città dell'Iraq che si trova 140 km a nord-ovest di Baghdad sul fiume Tigri. La città, la cui popolazione calcolata nel 2010 è di 146.001 abitanti, è il centro amministrativo del governatorato di Salah al-Din.
Città che ha dato i natali all'ex presidente dell'Iraq Saddam Hussein e a Saladino (Ṣalāḥ al-Dīn ibn Ayyūb), con la presa del potere di Saddam Hussein la città, che era poco più di un grande villaggio, subisce uno sviluppo repentino con la costruzione di fabbriche e palazzi, grazie ai cospicui investimenti dei numerosi cittadini investiti improvvisamente di cariche istituzionali. Nel settembre 2014 i fondamentalisti islamici dello Stato Islamico dell'Iraq e del Levante hanno distrutto la Chiesa Verde, una delle più antiche chiese cristiane del Vicino Oriente.

## Storia

### Età antica
La città, all'epoca un semplice forte lungo le rive del Tigri, è menzionata per la prima volta con il nome in accadico Idiqlat, nella Cronaca della caduta dell'Impero Assiro; il forte servì come rifugio del re babilonese Nabopolassar durante un attacco fallito alla città assira di Assur nel 615 a.C. Dato che il forte consentiva l'accesso alla città di Assur, i due eserciti si combatterono per dieci giorni, fino alla vittoria del sovrano babilonese, che riuscì a difendere la postazione. Negli anni successivi Tikrit è stata identificata come l'antica città di Birtha, al centro di lunghe contese tra Romani e Sasanidi nel III e IV secolo d.C.

### Tikrit cristiana
Fino al VI secolo, il cristianesimo all'interno dell'Impero sasanide era prevalentemente diofisita, sotto l'influenza della Chiesa d'Oriente. Tuttavia, a seguito dell'azione dei missionari miafisiti, la città divenne un importante centro miafisita (appartenente alla corrente ortodossa) sotto l'influenza del suo primo vescovo, Ahudemmeh, nel 559. Sotto Marutha di Tikrit, il vescovo fu elevato al rango di Catholicos, e la giurisdizione ecclesiastica della città si estese fino all'Asia centrale.
La città rimase prevalentemente cristiana ortodossa siriaca nei primi secoli del dominio islamico e guadagnò la fama di essere un importante centro della letteratura araba siriaca e cristiana. Alcuni cristiani famosi della città includono il suo vescovo Quriaqos di Tagrit, che ascese sino a diventare il patriarca della Chiesa ortodossa siriaca, i teologi Abū Zākariyyā' Denha e Abū Rayta e il traduttore Yahyā ibn 'Adī. Alcuni scavi rivelarono come all'epoca vi fossero sette chiese e più di dieci monasteri attorno alla città.
Dal IX secolo i cristiani di Tikrit iniziarono a migrare verso nord a causa delle misure restrittive adottate da alcuni governatori musulmani, che decisero di applicare rigidamente le regole dei dhimmi, arrivando a umiliare monaci, sacerdoti e cittadini comuni. Molti cristiani quindi si stabilirono a Mossul e nei villaggi della piana di Ninive, in particolare Bakhdida, così come Tur Abdin. La comunità cristiana però ricevette un duro colpo quando, nel 1089, il governatore ordinò la distruzione della principale cattedrale, della città, conosciuta popolarmente come la "Chiesa verde". Il Catholikos Yuhanna II Saliba scappò a Mossul, e alcuni cristiani dovettero trasferirsi nel monastero di Mar Mattai, dove si trovava anche un villaggio di nome Merki, collocato nella valle sottostante il monastero. In seguito, un altro governatore permise la ricostruzione della cattedrale. Tuttavia, negli anni a seguire a causa di alcune guerre, la comunità cristiana fu ulteriormente danneggiata, e il mafrianato si trasferì indefinitamente a Mossul nel 1156.
Indipendentemente da ciò, la città rimase un importante centro della Chiesa ortodossa siriaca fino alla sua distruzione da parte di Tamerlano alla fine del XIV secolo. Non si registrò alcuna presenza cristiana in città fino al XVII secolo.

### Medioevo
La città ospitava anche la tribù araba cristiana di Iyad. Gli Arabi della città aiutarono segretamente i musulmani quando assediarono la città. I musulmani entrarono a Tikrit nel 640, da allora fu considerata parte della regione della Giazira, e in seguito appartenente all'Iraq secondo i geografi arabi. La dinastia ʿuqaylide prese possesso della città nel 1036. Intorno al 1138, vi nacque Saladino. La nascita del condottiero ha influenzato profondamente la geografia irachena, tanto che il nome dell moderna provincia di cui Tikrit è la capitale trae origine da lui.
La città fu devastata nel XIV secolo da Tamerlano. Durante il periodo ottomano Tikrit esisteva come un piccolo insediamento appartenente all'eyalet di Rakka e la cui popolazione non superava mai le 4000, 5000 persone.

### Età contemporanea

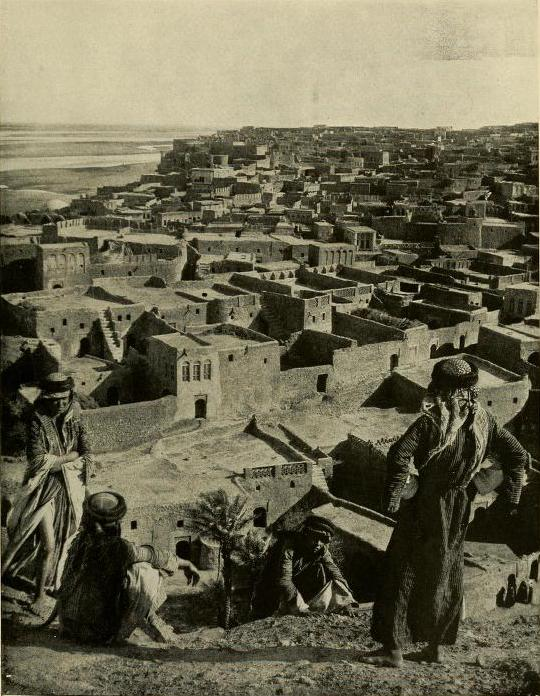
Veduta di Tikrit nel 1914.

Nel settembre 1917 le forze britanniche conquistarono la città a seguito di un importante progresso contro l'Impero ottomano durante la prima guerra mondiale.
La comunità ebraica di Tikrit era in gran parte scomparsa nel 1948. Quando Saddam Hussein salì al potere c'erano solo due famiglie ebree in città. Nel 1937, Tikrit diede i natali a Saddam Hussein. Molti membri importanti del governo iracheno durante il suo governo furono attratti dalla tribù di Saddam, l'Āl tBū Nāsir, così come i membri della sua guardia repubblicana irachena, principalmente perché Saddam apparentemente sentiva di essere in grado di fare affidamento su parenti e gli alleati della sua famiglia.

#### Guerra in Iraq
Nelle settimane iniziali dell'invasione guidata dagli Stati Uniti nel 2003, molti osservatori ipotizzarono che Saddam sarebbe tornato a Tikrit come "ultima roccaforte". La città fu sottoposta a un intenso bombardamento aereo destinato a cacciare dalle città le truppe della guardia repubblicana d'élite di Saddam. Il 13 aprile 2003 diverse migliaia di marines statunitensi e altri soldati della coalizione a bordo di 300 veicoli corazzati convergettero sulla città, incontrando scarsa o nessuna resistenza. Con la caduta di Tikrit, il maggiore generale dell'esercito americano Stanley A. McChrystal affermo: "Sento di dire che le principali operazioni di combattimento siano finite."
Tuttavia, durante la successiva occupazione militare, Tikrit divenne teatro di numerosi attacchi insorti contro le forze di occupazione. La città era comunemente considerata l'angolo settentrionale del "Triangolo sunnita" all'interno del quale l'insurrezione era al suo massimo. Nel giugno 2003, Abid Hamid Mahmud, il segretario presidenziale di Saddam Hussein e l'Asso di quadri sul "poker dei ricercati", fu catturato in un raid congiunto da forze di operazioni speciali e il 1st Battalion, 22nd Infantry Regiment della 1st Brigade, 4ª Divisione di fanteria.

#### Guerra civile
La città, come molte altre nel Paese, fu teatro di scontri fra i terroristi dello Stato Islamico e le forze irachene regolari. L'organizzazione terroristica ISIS lanciò un primo attacco alla città il 29 marzo 2011, assaltando la sede del Consiglio provinciale, uccidendo 65 persone e ferendone oltre 100.
L'11 giugno 2014, durante l'offensiva portata avanti dallo Stato Islamico nel nord del paese, la città cadde nelle mani del gruppo armato. Alcune ore dopo, l'esercito iracheno tentò di riconquistare la città, scontrandosi in pesanti combattimenti. Il 12 giugno, i terroristi giustiziarono circa 1.566 cadetti dell'aeronautica irachena catturati nella base americana e accademia aerea di Camp Speicher. Al momento dell'attacco c'erano fra i 4.000 e gli 11.000 cadetti disarmati nel campo. Il governo iracheno accusò sia l'ISIS sia il partito Ba'th di aver commesso la strage. Nel luglio dello stesso anno, le forze governative si ritirarono dalla città.